# Promontorio di alta pressione
In meteorologia con il termine promontorio di alta pressione (detto anche ponte o cuneo) si intende una figura barica a scala sinottica raffigurata nella carte meteorologiche relative al campo della pressione atmosferica con relative isobare come un cuneo di alta pressione che si insinua tra due saccature o vortici ciclonici e con caratteristiche opposte a questi cioè con livelli di geopotenziali che aumentano all'addentrarsi nel cuneo. Questo fatto è indice del prevalere della subsidenza dell'aria piuttosto che della convergenza/divergenza verso l'alto conferendo dunque al tempo meteorologico caratteristiche di maggiore stabilità atmosferica con nubi in dissolvimento e aumento termico.

## Descrizione
In particolare saccature e ponti di alta pressione si inseriscono all'interno del contesto delle oscillazioni in latitudine del flusso zonale della circolazione atmosferica ovvero della dinamica delle onde di Rossby.
Le dimensioni del promontorio variano da situazione a situazione. Il promontorio tende sempre a creare una situazione di blocco alle perturbazioni in transito proprio per il prevalere della subsidenza che tende a dissolvere le nubi. L'azione di blocco può favorire inoltre la discesa del vortice polare verso latitudini più meridionali su ciascun lato del blocco con appunto formazioni di saccature stesse. Ai bordi del promontorio, cioè al confine con le saccature, si fanno sentire condizioni di tempo atmosferico intermedie (e spesso le più difficili da prevedere con accuratezza) ovvero più sfumate e dinamiche con maggiore circolazione d'aria lungo le isobare con componente meridiana meridionale a ovest del promontorio e settentrionale ad est di esso favorendo scambi meridiani di calore sotto forma di avvezioni.